# Colpodellida
Colpodellida es un grupo recientemente creado de protistas del filo Miozoa. Son predadores o ectoparásitos de otros protistas y se caracterizan por poseer un complejo apical similar al de los apicomplejos. Son de gran interés tanto en los estudios filogenéticos como en medicina pues son un grupo basal a los apicomplejos, causantes de graves enfermedades como la malaria.
Anteriormente se incluían en el género Spiromonas y en la familia Spiromonadidae, que han sido invalidados.